# Liste der Baudenkmäler in Rain (Lech)
Auf dieser Seite sind die Baudenkmäler in der schwäbischen Stadt Rain zusammengestellt. Diese Tabelle ist eine Teilliste der Liste der Baudenkmäler in Bayern. Grundlage ist die Bayerische Denkmalliste, die auf Basis des Bayerischen Denkmalschutzgesetzes vom 1. Oktober 1973 erstmals erstellt wurde und seither durch das Bayerische Landesamt für Denkmalpflege geführt wird. Die folgenden Angaben ersetzen nicht die rechtsverbindliche Auskunft der Denkmalschutzbehörde.
 Diese Liste gibt den Fortschreibungsstand vom 20. Februar 2021 wieder und enthält 73 Baudenkmäler.

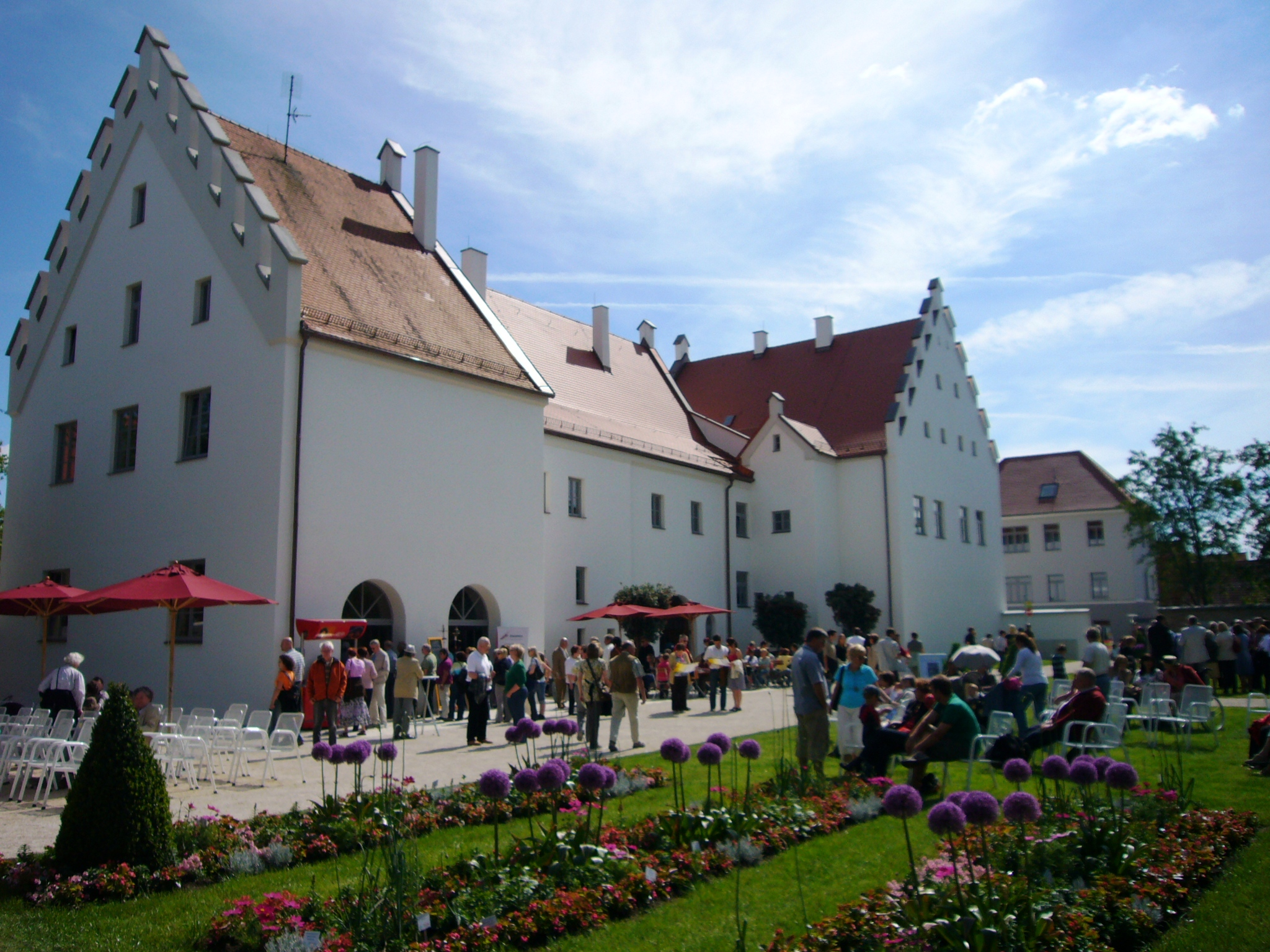
Leben rund um das Schloss

## Ensemble Hauptstraße
Der etwa 400 Meter lange, von Ost nach West annähernd eben verlaufende Marktplatz bildet mit Rathaus und ehemaligem Spital den Kern der Stadtanlage von Rain und ist ein Ensemble.

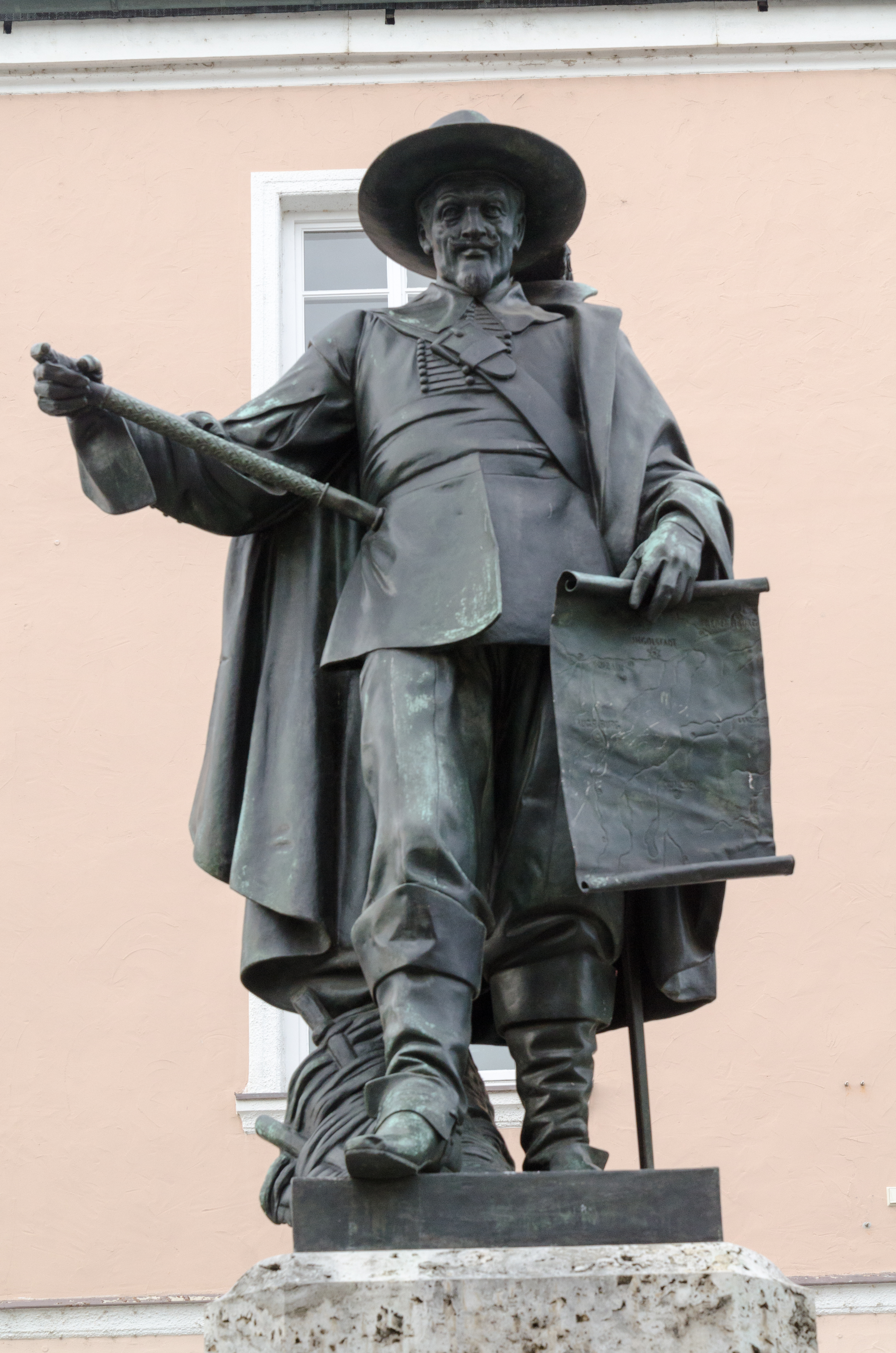
Rain am Lech, Tilly-Denkmal

Ausdehnung und Verlauf der vormals zwischen zwei spätmittelalterliche Stadttore gespannten Straßenachse dokumentieren die ursprüngliche Bedeutung dieser Durchgangs-, Handels- und Marktstraße als Ergebnis einer historisch-topographisch günstigen Situation, vorgegeben durch einen Verkehrsknotenpunkt mittelalterlicher Handelsstraßen. Etwa östlich vom Ort liefen Straßenverbindungen aus München, Neuburg und Nürnberg zusammen, wobei die nördliche Verbindung direkt zur Donaubrücke und Zollstätte zwischen Niederschönenfeld und Marxheim führte, beides für die Mitte des 13. Jahrhunderts urkundlich nachgewiesen. Die sich vor dem ehemaligen Bayer- bzw. Neuburger-Tor im Osten vereinigenden Kreuzungsstraßen durchzogen gemeinsam die Stadt über den erweiterten Straßenmarkt von Osten nach Westen und verließen ihn hinter dem Rathaus nach einer scharfen Biegung nach Norden durch das ehemalige Schwab- bzw. Donauwörther Tor. Über den alten Lechübergang führte von hier aus die Straße weiter nach Donauwörth, zur oberen Donau, zu Neckar und Rhein.

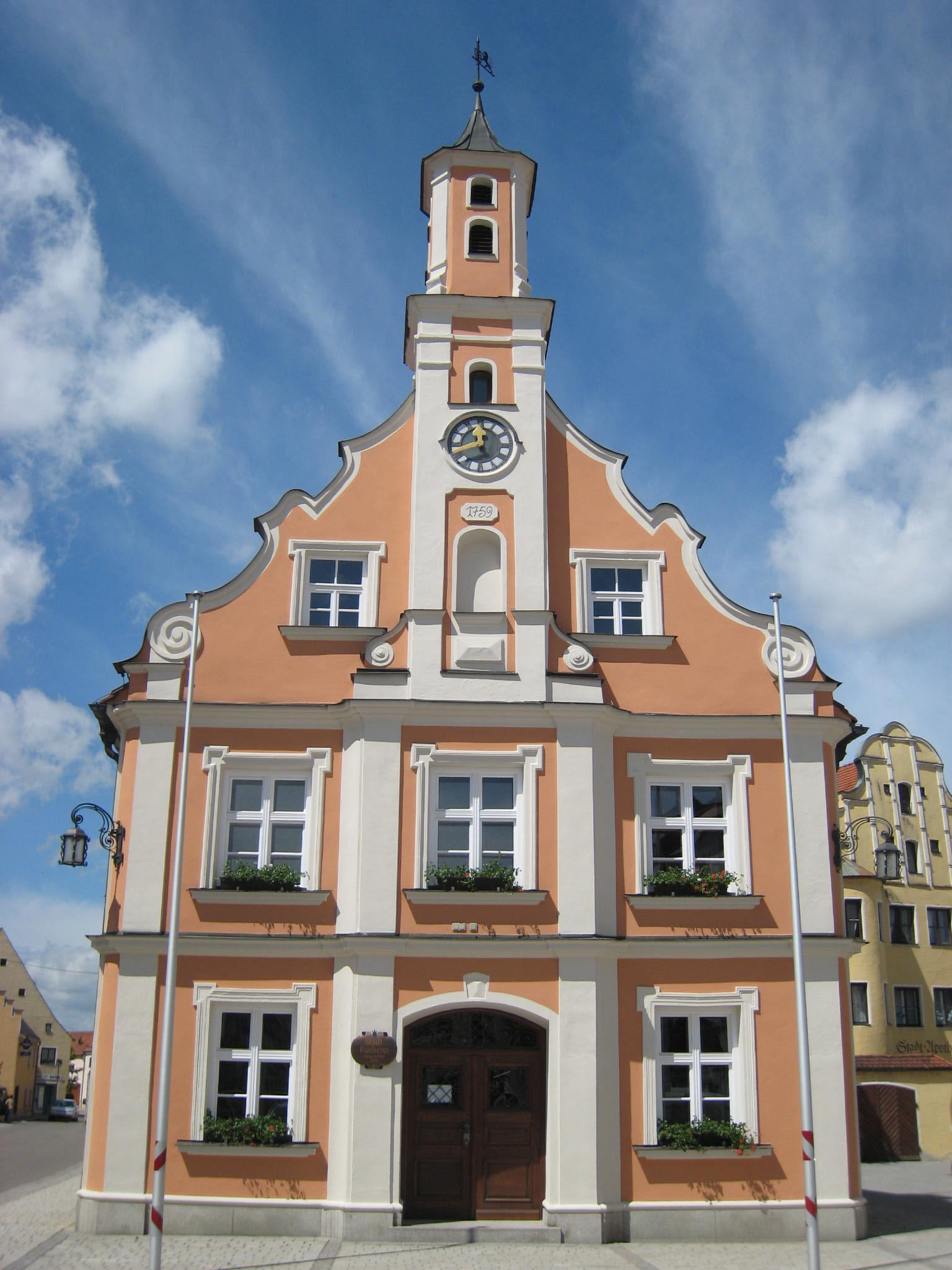
Das Rathaus von Rain

Zum Schutze eben dieses Lechübergangs in Verbindung mit Zollstationen war Rain in der Mitte des 13. Jahrhunderts durch den bayerischen Herzog Otto II. gegründet worden und zwar unmittelbar als Stadt. Von Anfang an stark befestigt, war Rain, gelegen im innersten bayerischen Lech-Donau-Winkel, als äußerstes Bollwerk gegen Schwaben für das Herzogtum und spätere Kurfürstentum Bayern von besonderer strategischer Bedeutung. Es wurde zum Verwaltungsmittelpunkt für die wittelsbachischen Besitzungen am unteren östlichen Lechrain mit Kastenamt, später eigenem herzoglich-bayerischen Landgericht, schließlich Pfleggericht und Amtsgericht. Als Grenzstadt gelangte es im Mittelalter auch zu wirtschaftlicher Bedeutung mit Stapelrecht, Salzniederlage, Tuchmacher-, Färber- und Webergewerbe.
Die politische Entscheidung der Erbhuldigung für den Pfalzgrafen Ruprecht und gegen Herzog Albrecht von München 1504 hatte für die Stadt unmittelbare wirtschaftliche Konsequenzen: Verlust des Rechts der Salzniederlage und handelspolitische Isolierung durch veränderte Landesgrenzen. Dafür stieg seine Bedeutung als bayerische Grenzbefestigung; um 1600 wurde die Stadt erneut stark befestigt. In der Schlacht bei Rain 1632 erhielt der Feldherr Johann T’Serclaes von Tilly seine tödliche Verwundung. 1803 wurde die Festung aufgelassen.
Für die Bebauung des planmäßig angelegten Stadtplatzes mit seinem spätmittelalterlichen Grundriss und vereinzelt Häusern aus dem 16., meist aber dem 17., 18. und 19. Jahrhundert ist vor allem der Eindruck der Geschlossenheit charakteristisch. Die meist zweigeschossigen, wechselseitig giebel- und traufständigen Bürgerhäuser vermitteln aber gleichzeitig infolge unterschiedlicher Giebel- und Traufhöhen, Gebäudebreiten und Stockwerkshöhen ein Bild von Vielfalt, wozu auch die repräsentativen Treppen- und Schweifgiebel beitragen, die sich mit einfachen Dreiecksgiebeln abwechseln. Die durchweg verputzten Häuser zeigen teilweise Putzgliederungen und profilierte Gesimse, Giebel mit Aufzugsluken, selten auch Flacherker.
Architektonischer Blickpunkt ist der Rokokobau des Rathauses, im westlichen Teil des Marktes in den Straßenplatz gerückt, mit seinen stattlichen Fronten: der Giebelfassade nach Osten mit Risalit und quadratischem Türmchen, dem höheren Giebel nach Süden mit Schneckenvoluten. Nördlich des Rathauses kommt es zu einer unregelmäßigen Platzbildung, eingefasst durch Schweifgiebelhäuser und die stattliche Apotheke des 16./17. Jahrhunderts. Östlich des Rathauses das Denkmal für den Feldherrn Tilly, am gegenüberliegenden Ende des Straßenplatzes ein Marienbrunnen. Das ehemalige Bayer-Tor im Osten ist nur noch durch eine Straßenverengung markiert, das nordwestliche Donauwörther Tor über dem alten Torbogen modern nachgebildet. Neben letzterem entwickelte sich der Komplex des ehemaligen Spitals, typisch für mittelalterliche Stadtplanung in der Nähe eines Torbereichs situiert. Die Marktplatzbebauung zeigt insgesamt die architektonischen Proportionen einer bürgerlichen Kleinstadt mit Verweis auf Handel und Gewerbe.
Aktennummer: E-7-79-201-1

## Stadtbefestigung
Eine Stadtmauer wird erstmals 1403 genannt. Die heute erhaltenen Teile der Stadtbefestigung gehen auf einen systematischen Ausbau im 14. und 15. Jahrhundert sowie eine Verstärkung durch Basteien um 1600 zurück. Erhalten haben sich lediglich geringe, freistehende Reste der ehemaligen Ummauerung vor allem im Westen, Norden und Süden und im Anschluss an den Schlossbereich. Ansonsten wurde die Stadtbefestigung nach der Aufhebung der Festung ab 1803 zum Großteil abgetragen oder überbaut und durch Gebäude verdeckt, im Schlossbereich ist sie teils erneuert. Aktennummer: D-7-79-201-1.

## Baudenkmäler nach Ortsteilen

### Rain
| Lage                                      | Objekt | Beschreibung | Akten-Nr.     | Bild                             |
| ----------------------------------------- | --- | --- | ------------- | -------------------------------- |
| Baumanngasse 10 (Standort)                | Wohnhaus | zweigeschossiger Satteldachbau mit Flacherker und reicher, neubarocker Putzgliederung, 1907 | D-7-79-201-2  | Wohnhaus                         |
| Burggasse (bei Nr. 13) (Standort)         | Wasserturm                                                                                                   | konischer Rundbau mit ausladendem Behälter und neuklassizistischen Gliederungselementen, 1903 | D-7-79-201-4  | weitere Bilder                   |
| Hauptstraße (Standort)                    | Tillydenkmal                                                                                                 | auf gestuftem Postament die Figur Graf Johann T’Serclaes von Tillys, von Hygin Kiene nach einem Entwurf von Anton Kaindl, 1914. | D-7-79-201-15 | weitere Bilder                   |
| Hauptstraße (Standort)                    | Marienbrunnen                                                                                                | Marienbrunnen, sechseckiges Becken mit neufgotischen Ornamenten und Marienfigur auf der Säule, von der Erzgießerei Klett & Co., bezeichnet 1863 | D-7-79-201-8  | Marienbrunnen                    |
| Hauptstraße 14 (Standort)                 | Wohn- und Geschäftshaus                                                                                      | zweigeschossiger Satteldachbau mit Giebelaufsatz und Flacherker mit Schweifgiebel, im Kern um 1600, modern überformt | D-7-79-201-5  | weitere Bilder                   |
| Hauptstraße 20 (Standort)                 | Wohn- und Geschäftshaus                                                                                      | zweigeschossiger Satteldachbau mit gestuftem Blendgiebel mit Aufsätzen und reicher Putzgliederung in barockisierendem Jugendstil, bezeichnet 1903 | D-7-79-201-6  | weitere Bilder                   |
| Hauptstraße 22 (Standort)                 | Wohn- und Geschäftshaus                                                                                      | zweigeschossiger Satteldachbau mit Zwerchhaus mit geschweiftem Volutengiebel und Putzgliederung, im Kern 17. Jahrhundert | D-7-79-201-9  | weitere Bilder                   |
| Hauptstraße 26 (Standort)                 | Gasthaus | zweigeschossiger Satteldachbau mit Aufzugsöffnungen im hohen Schweifgiebel und flachem Bodenerker mit Schweifgiebel, 1. Hälfte 18. Jahrhundert, 1923 erneuert und rückseitig erweitert | D-7-79-201-10 | weitere Bilder                   |
| Hauptstraße 29 (Standort)                 | Wohn- und Geschäftshaus                                                                                      | zweigeschossiger, neuklassizistischer Bau mit Mezzanin, Flachwalmdach und reicher Gesims- wie Putzgliederung, 3. Viertel 19. Jahrhundert | D-7-79-201-11 | Wohn- und Geschäftshaus          |
| Hauptstraße 31 (Standort)                 | Wohn- und Geschäftshaus                                                                                      | zweigeschossiger Satteldachbau mit eingezogenem Giebel, im Kern 2. Hälfte 18. Jahrhundert, modern überformt | D-7-79-201-12 | Wohn- und Geschäftshaus          |
| Hauptstraße 34 (Standort)                 | Wohnhaus | zweigeschossiger Satteldachbau mit Gesimsgliederung, spitzbogigen Aufzugsöffnungen und Turmaufsatz am Giebel, im Kern 1. Hälfte 16. Jahrhundert | D-7-79-201-13 | weitere Bilder                   |
| Hauptstraße 50 (Standort)                 | Vier schmiedeeiserne Fenstergitter                                                                           | 18. Jahrhundert | D-7-79-201-14 | weitere Bilder                   |
| Hauptstraße 52 (Standort)                 | Gasthaus | dreigeschossiger Satteldachbau mit Tordurchfahrt und Putzrustika im Erdgeschoss, im Kern um 1600, 1704 (bezeichnet) erneuert, Fassade modern überformt | D-7-79-201-16 | weitere Bilder                   |
| Hauptstraße 54 (Standort)                 | Wohnhaus | zweigeschossiger Satteldachbau mit geschweiftem Volutengiebel, Ecklisenen und Geschossgesimsen, im Kern Ende 18. Jahrhundert | D-7-79-201-17 | weitere Bilder                   |
| Hauptstraße 56 (Standort)                 | Wohn- und Geschäftshaus                                                                                      | zweigeschossiger Satteldachbau mit Schweifgiebel und gebänderten Ecklisenen, im Kern Ende 18. Jahrhundert | D-7-79-201-18 | weitere Bilder                   |
| Hauptstraße 60 (Standort)                 | Rathaus | zierlicher, reich gegliederter, zweigeschossiger Satteldachbau mit dreigeschossigem Zwerchhaus mit Zinnengiebel, östlich geschweifter Volutengiebel mit Mittelrisalit und schlankem Türmchen, bezeichnet 1759 Verbindungsbau zwischen Rathaus und sogenanntem Altherr-Haus, 1887–1891 | D-7-79-201-19 | weitere Bilder                   |
| Hauptstraße 60 (Standort)                 | Ehemaliges Wohnhaus                                                                                          | jetzt Teil des Rathauses, sogenanntes Altherr-Haus, dreigeschossiger Satteldachbau mit Bodenerker, Zinnengiebel und reicher Gliederung, um 1600, instand gesetzt 1914 | D-7-79-201-20 | Ehemaliges Wohnhaus              |
| Hauptstraße 71 (Standort)                 | Wohnhaus | zweigeschossiger Satteldachbau mit Treppengiebel, polygonalem Eckerker mit Wappentafeln und reicher Gliederung durch Pilaster und Gesimse, um 1600 | D-7-79-201-21 | weitere Bilder                   |
| Kirchplatz 5 (Standort)                   | Ehemals katholische Allerheiligenkapelle                                                                     | zweigeschossiger, einschiffiger, an beiden Enden dreiseitig geschlossener Bau mit nordwestlich eingestelltem Turm mit Zeltdach, an der Nordseite Zugänge zum ehemaligen Karner und zur darüber liegenden Kapelle, bezeichnet 1471, nach 1642 innen verändert; mit Ausstattung | D-7-79-201-22 | weitere Bilder                   |
| Kirchplatz 7 (Standort)                   | Inschrifttafel                                                                                               | bezeichnet mit 1890; am Geburtshaus des Tondichters Franz Lachner | D-7-79-201-23 | weitere Bilder                   |
| Kirchplatz 14 (Standort)                  | Wohnhaus | zweigeschossiger Walmdachbau mit aufgeputzter Eckrustika, um 1800, Fassade wohl im 19. Jahrhundert verändert | D-7-79-201-24 | BW                               |
| Kirchplatz 19 (Standort)                  | Katholische Stadtpfarrkirche Sankt Johannes Baptist                                                          | gotische, dreischiffige Staffelhalle mit eingezogenem, dreiseitig geschlossenem Chor, Turm über hohem Unterbau mit kurzem Oktogon und Spitzgiebel im östlichen Joch des südlichen Seitenschiffs und nördlich zweigeschossigem Sakristeianbau, Chor und Schiff, ab letzten Viertel 14. Jahrhundert, vollendet bezeichnet 1480, Turmunterbau spätromanisch, wohl 2. Hälfte 13. Jahrhundert, erhöht 1538–1558, Spitzhelm um 1870, Erhöhung der Sakristei, 1698; mit Ausstattung                                                                        | D-7-79-201-25 | weitere Bilder                   |
| Kittelmühle 1 (Standort)                  | Marienkapelle                                                                                                | kleiner Satteldachbau mit dreiseitigem Schluss, Lisenengliederung und Giebelreiter mit Spitzhelm, 1883; mit Ausstattung | D-7-79-201-71 | weitere Bilder                   |
| Kittelmühle 1 (Standort)                  | Mühle | dreigeschossiger Satteldachbau mit Giebelgesims und Aufzugsöffnung, 1. Drittel 19. Jahrhundert | D-7-79-201-72 | Mühle                            |
| Münchner Straße 15 (Standort)             | Ehemaliger Pestfriedhof                                                                                      | angelegt um 1600, heute alter Teil des städtischen Friedhofs, mit Grabdenkmälern des 18. und 19. Jahrhunderts; Familiengrab Pollak mit Engelsskulptur von Johann Pollak, Ende 19. Jahrhundert; Friedhofstor mit gefelderten Torpfeilern, Mitte 19. Jahrhundert; Katholische Friedhofskapelle St. Rochus, mit Lisenen und Bogenfriesen gegliederter Saalbau mit eingezogener Halbrundapsis, Vorzeichen im Nord- und Südwesten und Giebelreiter mit Spitzhelm, 1730, neuromanische Vorzeichen und Giebelreiter Mitte 19. Jahrhundert; mit Ausstattung | D-7-79-201-39 | BW                               |
| Oberes Eck 3 (Standort)                   | Ehemals Salzstadel, seit 1988 Heimatmuseum                                                                   | eingeschossiger Satteldachbau, 2. Hälfte 17. Jahrhundert, modern erweitert | D-7-79-201-75 | BW                               |
| Oberes Eck 9 (Standort)                   | Wohnhaus | zweigeschossiger Satteldachbau mit geschweiftem Volutengiebel mit Gesims- und Pilastergliederung sowie ädikulaartig gerahmtem Portal, 1. Hälfte 18. Jahrhundert | D-7-79-201-26 | BW                               |
| Pfarrstraße 1 (Standort)                  | Wohnhaus | zweigeschossiger Satteldachbau mit neugotischer Kragsturztür und Toreinfahrt, 3. Viertel 19. Jahrhundert | D-7-79-201-28 | Wohnhaus                         |
| Schloßstraße 1 (Standort)                 | Ehemals Gasthaus, jetzt Wohnhaus                                                                             | zweigeschossiger Satteldachbau mit Giebelgesimsen und Eckrustika, Mitte 18. Jahrhundert, Garagendurchfahrt modern | D-7-79-201-29 | Ehemals Gasthaus, jetzt Wohnhaus |
| Schloßstraße 5 (Standort)                 | Wohnhaus | zweigeschossiger Satteldachbau mit Flacherker, geschweiftem Volutengiebel, Giebelgesimsen und Aufzugsöffnungen, 1. Hälfte 18. Jahrhundert | D-7-79-201-30 | Wohnhaus                         |
| Schloßstraße 16 (Standort)                | Ehemaliges Schloss                                                                                           | zweigeschossige, Dreiflügelanlage mit Satteldächern und Zinnengiebeln, Westflügel mit Erker und Zwerchhaus, Mitteltrakt mit korbbogigem Portal, Einfahrt und Pforte, ab 1421 errichtet, ab dem 18. Jahrhundert mehrmals umgebaut und verändert, Neubau des Ostflügels, 1898 Reste der Umfriedung, wohl 18. Jahrhundert, in Teilen erneuert, siehe Stadtbefestigung; | D-7-79-201-31 | weitere Bilder                   |
| Schloßstraße 18 (Standort)                | Wohnhaus | zweigeschossiger Walmdachbau mit rustizierten Ecklisenen und Rustikaeinfassung am Portal, Anfang 19. Jahrhundert; Einfriedung, 19. Jahrhundert | D-7-79-201-32 | Wohnhaus                         |
| Schulgasse 11 (Standort)                  | Ehemals Chorregentenhaus                                                                                     | zweigeschossiger Satteldachbau mit Schweifgiebel, Schwalbenschwanzaufsatz und Aufzugsöffnungen, Mitte 17. Jahrhundert | D-7-79-201-33 | Ehemals Chorregentenhaus         |
| Schulgasse 22 (Standort)                  | Wohnhaus | zweigeschossiger Satteldachbau mit eingezogenem Giebel, Ecklisenen und Gesimsgliederung, 3. Viertel 19. Jahrhundert | D-7-79-201-34 | Wohnhaus                         |
| Spitalgasse 1 (Standort)                  | Ehemals Gästehaus des Schlosses, dann Pfleger- und Landrichtersitz, ab dem 18. Jahrhundert bis 2014 Apotheke | dreigeschossiger Satteldachbau mit rundem Eck- und Bodenerker und Schweifgiebel mit Lisenengliederung, wohl Mitte 17. Jahrhundert, Umbauten 1917 und 1945 | D-7-79-201-35 | weitere Bilder                   |
| Spitalgasse 6 (Standort)                  | Ehemals Spitalpfarrhaus, jetzt Teil des Kindergartens                                                        | zweigeschossiger Satteldachbau mit Profilgesimsen, 1790, 1829 erneuert | D-7-79-201-36 | BW                               |
| Spitalgasse 8 (Standort)                  | Katholische Spitalkirche Hl. Dreifaltigkeit                                                                  | Saalbau mit Sakristeianbau im Norden und Dachreiter mit Spitzhelm, 1718 errichtet; mit Ausstattung | D-7-79-201-37 | weitere Bilder                   |
| Spitalgasse 10; Hauptstraße 76 (Standort) | Ehemaliges Spital, jetzt Wohn- und Geschäftshaus                                                             | an die Spitalkirche angrenzender, dreigeschossiger Satteldachbau, 1468 Ehemaliger Spitalstadel, erdgeschossiger Satteldachbau mit abgeschrägter Südwestecke, im Kern Ende 15. Jahrhundert; Durchgang modern | D-7-79-201-38 | weitere Bilder                   |

### Agathenzell
| Lage                   | Objekt                           | Beschreibung | Akten-Nr.     | Bild |
| ---------------------- | -------------------------------- | --- | ------------- | ---- |
| Agathenzell (Standort) | Katholische Kapelle Sankt Agatha | Saalraum mit eingezogenem, dreiseitig geschlossenem Chor, Ecklisenen und Dachreiter, in neugotischen Formen, 1899; mit Ausstattung | D-7-79-201-41 | BW   |

### Bayerdilling
| Lage                                     | Objekt                              | Beschreibung | Akten-Nr.     | Bild           |
| ---------------------------------------- | ----------------------------------- | --- | ------------- | -------------- |
| Am Kirchberg 4 (Standort)                | Ehemals Mesnerhaus                  | erdgeschossiger Bau mit asymmetrischem Greddach, 1809 | D-7-79-201-42 | weitere Bilder |
| Am Kirchberg 9 (Standort)                | Katholisches Pfarrhaus              | zweigeschossiger Satteldachbau, 1720, im 19. Jahrhundert durch rückseitigen, erdgeschossigen Anbau mit Treppengiebel erweitert; mit Ausstattung; Pfarrstadel, erdgeschossiger Satteldachbau mit Kragsteinen und deutschem Band, 1869                                                                                            | D-7-79-201-43 | weitere Bilder |
| Am Kirchberg 11 (Standort)               | Katholische Pfarrkirche St. Michael | Saalbau mit eingezogenem, dreiseitig geschlossenem Chor, hohem Westturm mit Rhombenhelm, Vorzeichen, Sakristeianbau und Ölbergnische im Süden, Chor, 15. Jahrhundert, Schiff mit Anbauten und Turm neu errichtet, bezeichnet 1747, 1872 Turmoberteil in neuromanischen Formen wiederhergestellt, Turmhelm 1931; mit Ausstattung | D-7-79-201-44 | weitere Bilder |
| Änger (bei Gempfinger Weg 10) (Standort) | Lourdeskapelle                      | rechteckiger Satteldachbau mit eingezogenem Dreiseitschluss und Putzgliederung, in neugotischen Formen, bezeichnet 1908; mit Ausstattung | D-7-79-201-47 | Lourdeskapelle |
| Untergasse 2 (Standort)                  | Katholische Kapelle                 | rechteckiger Satteldachbau mit dreiviertelrundem Chor, vorgeblendetem Schweifgiebel und Dachreiter, im Kern wohl noch 17. Jahrhundert, umgebaut, 17./18. Jahrhundert; mit Ausstattung | D-7-79-201-45 | BW             |
| Wallerdorfer Straße 26 (Standort)        | Gasthof                             | zweigeschossiger Satteldachbau mit Aufzugsöffnungen und Giebelgesims, im Kern 1. Drittel 19. Jahrhundert, im 19./20. Jahrhundert erweitert, stark überformt | D-7-79-201-46 | Gasthof        |

### Brunnen
| Lage                   | Objekt                    | Beschreibung                                                                                                 | Akten-Nr.     | Bild |
| ---------------------- | ------------------------- | --- | ------------- | ---- |
| Brunnenfeld (Standort) | Katholische Marienkapelle | rechteckiger Satteldachbau mit eingezogenem Dreiseitschluss und Ecklisenen, bezeichnet 1898; mit Ausstattung | D-7-79-201-48 | BW   |

### Etting
| Lage                           | Objekt                                      | Beschreibung | Akten-Nr.     | Bild |
| ------------------------------ | ------------------------------------------- | --- | ------------- | ---- |
| Gempfinger Straße 4 (Standort) | Katholische Filialkirche St. Peter und Paul | gotische Chorturmkirche, Saalbau mit wenig eingezogenem Rechteckchor im mächtigen Ostturm mit Satteldach, Sakristeianbau im Norden und offener Vorhalle im Südwesten, im Kern 14. Jahrhundert, Sakristeianbau und Umgestaltung, 18. Jahrhundert, Erweiterung nach Westen mit Vorhalle, 1939; mit Ausstattung; Friedhofsmauer erneuert. | D-7-79-201-49 | BW   |
| Schwemmfeld (Standort)         | Lourdeskapelle                              | Satteldachbau mit halbrundem Schluss und Ecklisenen, 1895; mit Ausstattung | D-7-79-201-50 | BW   |

### Gempfing
| Lage                           | Objekt                              | Beschreibung | Akten-Nr.     | Bild                                |
| ------------------------------ | ----------------------------------- | --- | ------------- | ----------------------------------- |
| Burgheimer Straße 2 (Standort) | Katholisches Pfarrhaus              | zweigeschossiger Walmdachbau, Zwerchhaus mit Volutengiebel, 2. Hälfte 17. Jahrhundert / Anfang 18. Jahrhundert; mit Ausstattung; Pfarrstadel, erdgeschossiger Satteldachbau mit Putzgliederung und Segmentbogentoren, um 1800 | D-7-79-201-51 | Katholisches Pfarrhaus              |
| Kirchenkreppe 2 (Standort)     | Katholische Pfarrkirche Sankt Vitus | Saalbau mit eingezogenem, dreiseitig geschlossenem Chor, nördlich Sakristeianbau und unverputzter und gegliederter Backsteinturm mit Satteldach, im Kern frühromanischer Bau, 11. Jahrhundert, Turm im frühen 14. Jahrhundert neu errichtet, Neubau des Chors und Erweiterung nach Westen, 1447, Erhöhung der Langhausmauern, 1683, Sakristeianbau 17./18. Jahrhundert; mit Ausstattung | D-7-79-201-52 | weitere Bilder                      |
| Kirchenkreppe 2 (Standort)     | Katholische Friedhofskapelle        | zweigeschossiger Rechteckbau mit zierlichem Giebelreiter mit Zwiebelhaube, im Obergeschoss ehemals Getreidespeicher, 1411 gestiftet, Anfang 18. Jahrhundert verändert; mit Ausstattung. | D-7-79-201-53 | weitere Bilder                      |
| Wengener Straße 3 (Standort)   | Ehemals Kaplanhaus                  | zweigeschossiger Walmdachbau, von Benedikt Ettl, bezeichnet 1737 | D-7-79-201-54 | Ehemals Kaplanhaus                  |
| Wengener Straße 24 (Standort)  | Ehemals Richterhaus, jetzt Gasthaus | zweigeschossiger Satteldachbau mit Rustika- und Gesimsgliederung, geschweiften Giebeln und zwei Nischen mit Hausfiguren, um 1700, Fassade neubarock verändert, bezeichnet 1902 | D-7-79-201-55 | Ehemals Richterhaus, jetzt Gasthaus |

### Hagenheim
| Lage                             | Objekt                    | Beschreibung | Akten-Nr.     | Bild                      |
| -------------------------------- | ------------------------- | --- | ------------- | ------------------------- |
| Bergendorfer Straße (Standort)   | Ehemaliges Bauernhaus     | erdgeschossiger Satteldachbau mit Ecklisenen und Profilgesimsen, 1870                                                                   | D-7-79-201-56 | Ehemaliges Bauernhaus     |
| Bergendorfer Straße 7 (Standort) | Katholische Marienkapelle | rechteckiger Satteldachbau mit eingezogenem, Dreiseitschluss und Giebelreiter mit Spitzhelm, 2. Hälfte 19. Jahrhundert; mit Ausstattung | D-7-79-201-57 | Katholische Marienkapelle |

### Mittelstetten
| Lage                       | Objekt                             | Beschreibung | Akten-Nr.     | Bild                             |
| -------------------------- | ---------------------------------- | --- | ------------- | -------------------------------- |
| Georgistraße 8 (Standort)  | Ehemals Gasthaus, jetzt Wohnhaus   | zweigeschossiger Satteldachbau mit Ecklisenen, im Kern 1. Hälfte 19. Jahrhundert | D-7-79-201-58 | Ehemals Gasthaus, jetzt Wohnhaus |
| Georgistraße 11 (Standort) | Katholische Filialkirche St. Georg | rechteckiger Saalraum mit eingezogenem, dreiseitig geschlossenem Chor, Turm mit Lisenengliederung im südlichen Chorwinkel, nördlich Sakristeianbau und Vorzeichen im Westen, Ende 15. Jahrhundert errichtet, um 1700 Turmerhöhung, Vorzeichen, 1847; mit Ausstattung | D-7-79-201-59 | weitere Bilder                   |

### Nördling
| Lage                  | Objekt                             | Beschreibung | Akten-Nr.     | Bild |
| --------------------- | ---------------------------------- | --- | ------------- | ---- |
| Nördling 5 (Standort) | Katholische Kapelle Sankt Leonhard | Saalbau mit eingezogenem, dreiseitig geschlossenem Chor und Westturm, Sakristeianbau nordöstlich am Chor, frühes 18. Jahrhundert, 1850 Turmneubau anstelle eines Dachreiters; mit Ausstattung | D-7-79-201-60 | BW   |

### Oberpeiching
| Lage               | Objekt                                     | Beschreibung | Akten-Nr.     | Bild                                       |
| ------------------ | ------------------------------------------ | --- | ------------- | ------------------------------------------ |
| Gäßle 1 (Standort) | Katholische Filialkirche Mariä Heimsuchung | Saalbau mit eingezogenem, dreiseitig geschlossenem Chor, Turm mit Lisenengliederung südlich am Schiff und östlich anschließendem Sakristeianbau, um 1500, 1772 nach Brand überarbeitet, Turmerhöhung und wohl auch Sakristeianbau; mit Ausstattung | D-7-79-201-61 | Katholische Filialkirche Mariä Heimsuchung |

### Sallach
| Lage                       | Objekt                              | Beschreibung | Akten-Nr.     | Bild                                |
| -------------------------- | ----------------------------------- | --- | ------------- | ----------------------------------- |
| Ulrichstraße 14 (Standort) | Katholische Filialkirche St. Ulrich | Saalbau mit dreiseitig geschlossenem Chor, nördlich Turm mit Lisenen und Friesgliederung und Satteldach, südlich Sakristeianbau, im Kern gotisch, wohl im 17. Jahrhundert erneuert, Sakristeianbau 20. Jahrhundert; mit Ausstattung | D-7-79-201-62 | Katholische Filialkirche St. Ulrich |

### Staudheim
| Lage                      | Objekt                                | Beschreibung | Akten-Nr.     | Bild                                  |
| ------------------------- | ------------------------------------- | --- | ------------- | ------------------------------------- |
| Bahnweg (Standort)        | Gedenkstein                           | Pfeiler auf gestuftem Postament, in Erinnerung an die Römerstraße, 1870 | D-7-79-201-66 | Gedenkstein                           |
| Römerstraße 20 (Standort) | Ehemalige Schule, jetzt Feuerwehrhaus | zweigeschossiger Walmdachbau mit Ecklisenen, 1876, Umbau, 20. Jahrhundert | D-7-79-201-63 | Ehemalige Schule, jetzt Feuerwehrhaus |
| Römerstraße 27 (Standort) | Katholische Pfarrkirche St. Quirin    | Saalbau mit eingezogenem, dreiseitig geschlossenem Chor, mächtigem gegliedertem Backsteinturm mit Satteldach im südlichen Chorwinkel und Sakristeianbau im Norden, Turm 13./14. Jahrhundert, Schiff und Chor 1. Hälfte 15. Jahrhundert, Ende 17. Jahrhundert Erhöhung der Langhausmauern, Erweiterung, 1834; mit Ausstattung; Friedhofsmauer mit Gesims und Torpfeilern, 17./18. Jahrhundert | D-7-79-201-64 | weitere Bilder                        |
| Römerstraße 29 (Standort) | Pfarrhaus                             | zweigeschossiger Satteldachbau mit Aufzugsöffnungen im Giebel, 1806 | D-7-79-201-65 | Pfarrhaus                             |

### Strauppen
| Lage                      | Objekt                       | Beschreibung | Akten-Nr.     | Bild           |
| ------------------------- | ---------------------------- | --- | ------------- | -------------- |
| Am Schlossberg (Standort) | Katholische Kalvarienkapelle | Satteldachbau mit eingezogenem, Dreiseitschluss und Giebelreiter mit Spitzhelm, 18. Jahrhundert, Giebelreiter 20. Jahrhundert; mit Ausstattung | D-7-79-201-67 | weitere Bilder |

### Tödting
| Lage                 | Objekt                                | Beschreibung | Akten-Nr.     | Bild                                  |
| -------------------- | ------------------------------------- | --- | ------------- | ------------------------------------- |
| Tödting 5 (Standort) | Katholische Wallfahrtskirche St. Anna | Saalbau mit eingezogenem, dreiseitig geschlossenem Chor, Turm mit Ecklisenen und Oktogon mit Zeltdach sowie Sakristeianbau östlich, Turmunterbau und Sakristei spätgotisch, Neubau Schiff und Chor 1. Hälfte 18. Jahrhundert, um 1965 Kirchenschiff erneuert; mit Ausstattung. | D-7-79-201-68 | Katholische Wallfahrtskirche St. Anna |

### Überacker
| Lage                     | Objekt     | Beschreibung                                                                                                | Akten-Nr.     | Bild           |
| ------------------------ | ---------- | --- | ------------- | -------------- |
| Sallacher Weg (Standort) | Wegkapelle | Satteldachbau mit dreiseitigem Schluss und Lisenengliederung, in neugotischen Formen, 1870; mit Ausstattung | D-7-79-201-69 | weitere Bilder |

### Unterpeiching
| Lage                            | Objekt                               | Beschreibung | Akten-Nr.     | Bild           |
| ------------------------------- | ------------------------------------ | --- | ------------- | -------------- |
| Sankt-Jakob-Straße 2 (Standort) | Katholische Filialkirche St. Jakobus | gotische Chorturmkirche, Saalbau mit eingezogenem Rechteckchor im Turm mit Ecklisenen und Oktogonaufsatz mit Zwiebelhaube sowie Sakristeianbau im Osten, im Kern wohl 15. Jahrhundert, Turmoktogon und Vorzeichen um 1700, Sakristeianbau 1751; mit Ausstattung. | D-7-79-201-70 | weitere Bilder |

### Wächtering
| Lage                       | Objekt                             | Beschreibung | Akten-Nr.     | Bild |
| -------------------------- | ---------------------------------- | --- | ------------- | ---- |
| Albanusstraße 4 (Standort) | Katholische Filialkirche St. Alban | Saalbau mit eingezogenem, dreiseitig geschlossenem Chor, Vorzeichen im Westen und Turm mit Otokonaufsatz und Spitzhelm im südlichen Chorwinkel, Turmunterbau 14./15. Jahrhundert, Oktogon 17. Jahrhundert, 1872 Neubau von Chor und Schiff; mit Ausstattung. | D-7-79-201-73 | BW   |

### Wallerdorf
| Lage                     | Objekt                                | Beschreibung | Akten-Nr.     | Bild            |
| ------------------------ | ------------------------------------- | --- | ------------- | --------------- |
| Ortsstraße 8 (Standort)  | Katholische Filialkirche St. Nikolaus | Saalbau mit eingezogenem, dreiseitig geschlossenem Chor, Turm mit Lisenen und Bogenfriesen und Satteldach im nördlichen Chorwinkel und Sakristeianbau südlich, Chor und Turm um 1500, 1872 Neubau Schiff, 1921 Sakristeianbau; mit Ausstattung. | D-7-79-201-74 | weitere Bilder  |
| Ortsstraße 10 (Standort) | Kleinbauernhaus                       | eineinhalbgeschossiger Satteldachbau mit übergiebeltem Zwerchhaus im Wohnteil und Stallanbau, 2. Hälfte 19. Jahrhundert | D-7-79-201-76 | Kleinbauernhaus |